# 옵션계약
옵션계약(option contract)은 계약의 성립조건을 충족하고 청약자가 청약 취소권리를 제한하는 계약을 말한다. 옵션계약은 승낙자를 청약자의 임의계약 취소로부터 보호하는 계약이다.
콜 옵션은 수혜자가 승인자에게 합의된 가격에 재산권을 매도해 줄 것을 요구할 수 있는 것이고, 풋 옵션은 수혜자가 승인자에게 합의된 가격에 재산권을 매도하겠다고 요구할 수 있는 것이다.
옵션계약에서는 우편함의 법칙이 적용되지 않는다.

## 같이 보기
- 확정청약